# Костянтин III ап Кономор
Костянтин ап Кономор (корн. Constantin ap Conomor; 411–443) — король Думнонії (435–443).

## Біографія
Костянтин був сином короля Кономора ап Тутвала, після смерті якого в 435 році успадкував престол Думнонії. Можливо, Костянтин був убитий Вортігерном. Після його смерті від Думнонії на заході відкололося королівство Корнубія, де став правити Меріон ап Костянтин, а на престол Думнонії зійшов його син Ербін.
В південно-західній частині Англії ім'ям Святого Костянтина були названі кілька церков і каплиць. За деякими даними король Костянтин під виглядом аббата в церкві вбив двох молодих людей, які молилися, тож твердження, що саме на честь короля Костянтина ап Кономора називалися церкви і каплиці ставиться під сумнів. Та за іншими відомостями ці двоє молодих людей були синами саксонського короля Мордреда, яких він переслідував після того, як вони продовжили повстання, підняте їхнім батьком. Про Костянтина було сказано: «тиранічне цуценя з нечистої левиці Думнонії». Також існує твердження, що після смерті своєї дружини Костянтин вчиняв багато перелюбу та інших гріхів, в чому його закликали покаятися перед смертю. Костянтин вбив свого небожа Аврелія Канінуса, чим прискорив початок громадянських війн в Британії. В «Житії святого Давида» йдеться про те, що, начебто Костянтин відмовився від корони і пішов до монастиря святого Давида в Міневії.
Також існує припущення, що церкви та каплиці з ім'ям Святого Костянтина пов'язані з Костянтином Великим.